# Pyrrhura hoematotis
El perico de cuello rojo o cotorra colirroja (Pyrrhura hoematotis) es una especie de ave psittaciforme de la familia de los loros (Psittacidae), y endémica de Venezuela. Habita selvas tropicales y subtropicales.